# Saint-Victor-la-Coste
Saint-Victor-la-Coste är en kommun i departementet Gard i regionen Occitanien i södra Frankrike. Kommunen ligger i kantonen Roquemaure som tillhör arrondissementet Nîmes. År 2022 hade Saint-Victor-la-Coste 2 222 invånare.

## Befolkningsutveckling
Antalet invånare i kommunen Saint-Victor-la-Coste
Referens:INSEE